# Landschaftsschutzgebiet Beller Holz und Niederbeller Bachtal

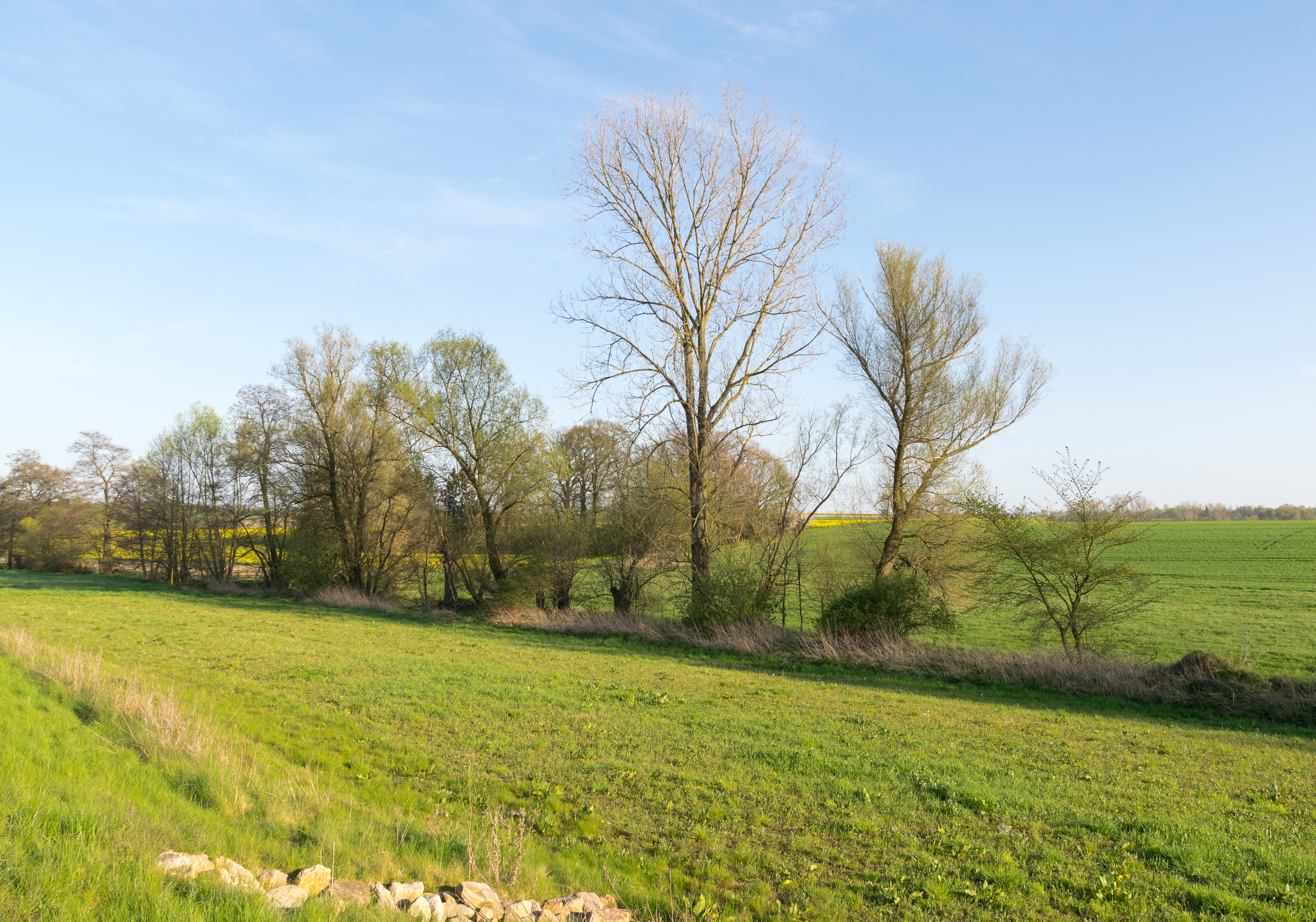
Landschaftsschutzgebiet Beller Holz und Niederbeller Bachtal

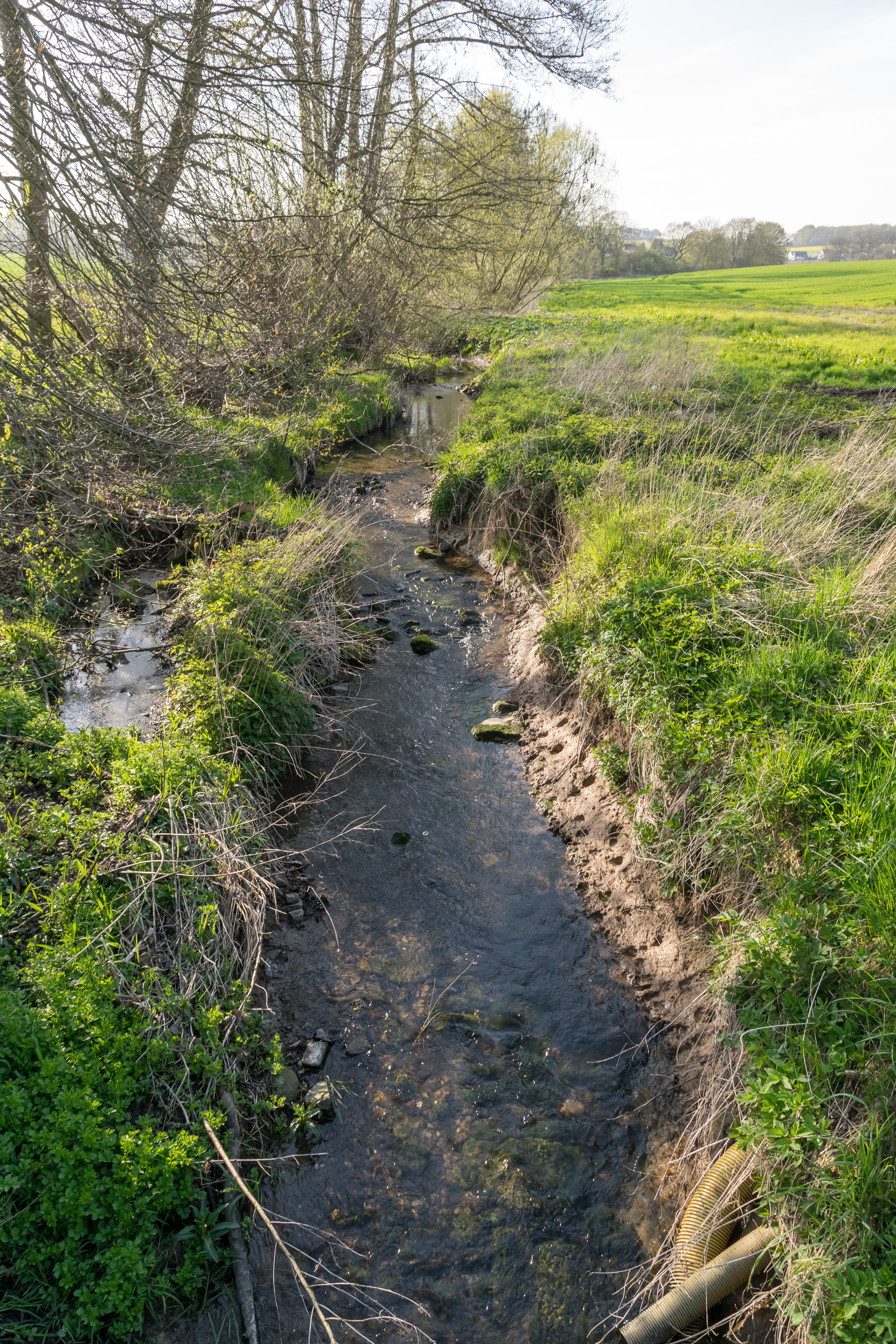
Niederbeller Bach

Das Landschaftsschutzgebiet Beller Holz und Niederbeller Bachtal mit etwa 65,5 ha Flächengröße liegt im Stadtgebiet von Horn-Bad Meinberg. Es wurde 2005 mit dem Landschaftsplan  Nr. 10 Horn-Bad Meinberg/Schlangen durch den Kreistag des Kreises Lippe als Landschaftsschutzgebiet (LSG) ausgewiesen.

## Beschreibung
Das Landschaftsschutzgebiet liegt um Belle (Horn-Bad Meinberg). Die Bebauung grenzt teils direkt an. Das Schutzgebiet besteht aus drei Teilflächen. Das LSG umfasst mehrere teilweise tief eingeschnittene Bachtäler, darunter das vom Niederbeller Bach (Zufluss der Napte), sowie Teiche und Grünlandflächen. Es liegen mehrere naturnahe Bachläufe mit zum Teil kleinflächigen Bach-Erlen-Eschenwäldern im Gebiet. Am Forsthaus Belle befinden sich mehrere Teiche sowie eine Lichtung mit kleinflächig nassen und binsenreichen Viehweiden. Der Niederbeller Bach und der Seitenbach sind weitgehend ohne Ufergehölz. Im LSG liegt ein Biotopmosaik aus Grünlandflächen, Feuchtbrachen, Kopfweidenreihen und sonstigen Gehölzbeständen ausgebildet. 
Zum Wert des Schutzgebietes führt der Landschaftsplan aus: „Hier stellt das Schutzgebiet inmitten ackerbaulich intensiv genutzter Flächen ein Landschaftselement mit herausragender Bedeutung für den Biotopverbund dar.“

## Schutzzwecke für das LSG
Laut Landschaftsplan erfolgte die Ausweisung des LSG
- „zur Erhaltung der Leistungsfähigkeit des Naturhaushaltes,“
- „zur Erhaltung und Wiederherstellung eines Waldbereiches mit unterschiedlichen Feuchtestufen,“
- „zur Erhaltung eines Waldkomplexes in der Zerfallphase, wegen der Eigenart und Schönheit des alten Hudewaldes,“
- „zur Sicherung der das Landschaftsbild prägenden Alt- und Totholzbestände.“[1]

## Rechtliche Vorschriften
Im Landschaftsschutzgebiet ist unter anderem das Errichten bzw. Anlegen von Bauten und Fischteichen verboten. Grün- und Brachland darf nicht in eine andere Nutzungsart umgewandelt oder umgebrochen werden. Es ist im LSG verboten, Hunde frei laufen zu lassen, ausgenommen ist die ordnungsgemäße Jagd und Hof- und Gartenbereiche. Obstbäume auf Obstwiesen und Einzelbäume dürfen nur gefällt werden, wenn dies einvernehmlich mit der Unteren Landschaftsbehörde abgestimmt wurde und entsprechende Ersatzbäume gepflanzt werden. Das LSG besteht aus vier Teilflächen.